# Echinisis persephone
Echinisis persephone är en korallart som beskrevs av Bayer och Carlo de Stefani 1987. Echinisis persephone ingår i släktet Echinisis och familjen Isididae. Inga underarter finns listade i Catalogue of Life.